# A come alibi
A come alibi  (A is for Alibi) è il libro di esordio della scrittrice statunitense Sue Grafton, primo anche della saga con l'investigatrice Kinsey Millhone.
Negli Stati Uniti fu pubblicato nel 1982 con una tiratura di 7500 copie.
In Italia è stato stampato per la prima volta nel 1990 nella collana Il Giallo Mondadori con il numero 2142.

## Trama
Kinsey Millhone, 32 anni, detective privato indaga sulla morte del famoso avvocato divorzista Laurence Fife. Il suo omicidio otto anni prima fu attribuito a sua moglie, Nikki Fife. Dopo essere stata scarcerata, Nikki assume Kinsey per trovare il vero assassino. Nel corso delle indagini, Kinsey viene coinvolto con Charlie Scorsoni, ex socio legale del defunto signor Fife. Scopre che la morte di Fife è stata collegata a quella di una donna di Los Angeles, contabile del suo studio legale; entrambi morirono dopo aver assunto capsule di oleandro velenoso, che erano state sostituite alle pillole per l'allergia. Kinsey rintraccia i genitori e l'ex fidanzato del contabile. Poi va a Las Vegas per intervistare l'ex segretaria di Fife, Sharon Napier, che viene uccisa pochi minuti prima dell'arrivo di Kinsey. Tornato in California, Kinsey è sconcertato dal fatto che il figlio di Nikki, Colin, riconosca la prima moglie di Laurence, Gwen, in una fotografia. Kinsey ipotizza che Gwen avesse una relazione con il suo ex marito al momento della sua morte. Accusa Gwen, che confessa. Poco dopo muore anche lei, uccisa in uno scontro mordi e fuggi.
Kinsey ha risolto il caso su cui era stata assunta per indagare; ma in un colpo di scena, scopre che le sue precedenti idee sulla morte del contabile erano completamente sbagliate: infatti, è stato Scorsoni ad ucciderla quando ha scoperto che stava scremando i soldi dei dividendi dai conti patrimoniali sotto la sua gestione. Scorsoni ha utilizzato lo stesso metodo utilizzato da Gwen per uccidere Fife, quindi si presume che la stessa persona abbia commesso entrambi gli omicidi. Nello scontro finale, insegue Kinsey attraverso la spiaggia, armato di coltello. Kinsey si nasconde sulla riva ed è costretta a togliersi scarpe e pantaloni. Prima che Scorsoni possa ucciderla, lei gli spara a morte.
Una trama secondaria prevede la sorveglianza da parte di Millhone di Marcia Threadgill, sospettata di frode assicurativa in un caso di inciampo e caduta. Sebbene Millhone creda di aver documentato con successo l'inganno di Threadgill, la compagnia di assicurazioni che ha incaricato Millhone di indagare su Threadgill si propone comunque di pagare la sua richiesta, citando potenziali costi legali e complicazioni, incluso il rischio di ritorsioni.

## Edizioni
- Sue Grafton, A come alibi, traduzione di Elsa Pelitti, TEA, 1998,  p. 236, ISBN 88-7818-493-4.